# AGCO
AGCO est une entreprise américaine de fabrication et de distribution de matériels agricoles, fondée en 1990. Son siège social est situé à Duluth, dans l'État de Géorgie, (États-Unis). Le président de son conseil d'administration est actuellement Éric Hansotia (revenus 2009 : 4 905 351 $).
La firme a ouvert en 2013 une seconde usine en France, située à Beauvais, où elle assemble les cabines pour les tracteurs Massey Ferguson, puis un troisième site (annexe du précédent) a été ouvert le 11 octobre 2018, également en Picardie avec un bâtiment de 30 000 m2 sur l’ancien site Nestlé, ce qui en fait d'AGCO le 1er employeur privé du département de l'Oise. Un autre site est à l'étude en 2019 (sur le site de l’usine Froneri). 
Principales marques :
- AGCO
- Challenger
- Fella
- Fendt
- Laverda
- Massey Ferguson
- Sunflower
- Valtra
- Sparex
- Lely

## Principaux actionnaires
Au 4 décembre 2019:
| Mallika Srinivasan                                 | 16,0 % |
| The Vanguard Group                                 | 8,07 % |
| Massachusetts Financial Services                   | 5,13 % |
| United States Trust                                | 4,49 % |
| Artisan Partners LP                                | 4,16 % |
| Victory Capital Management (Investment Management) | 4,00 % |
| Franklin Mutual Advisers                           | 3,92 % |
| LSV Asset Management                               | 3,63 % |
| Dimensional Fund Advisors                          | 3,06 % |
| BlackRock Fund Advisors                            | 2,86 % |

## Activité en France
|                          | 2016    | 2017    | 2018    |
| ------------------------ | ------- | ------- | ------- |
| Chiffre d'affaires en K€ | 741 611 | 805 395 | 858 201 |
| Résultat en K€           | 18 684  | 21 558  | 24 163  |
| Effectif moyen annuel    | 1 333   | 1 361   | 1 449   |

|                          | 2016    | 2017    | 2018    |
| ------------------------ | ------- | ------- | ------- |
| Chiffre d'affaires en K€ | 705 864 | 705 012 | 853 521 |
| Résultat en K€           | 10 411  | 7 286   | 11 974  |
| Effectif moyen annuel    | 142     | 147     | 169     |

Le site d'AGCO Parts à Ennery en Lorraine (57365) est l'entrepôt principal du groupe pour la distribution de pièces détachées sur la zone Europe/Moyen-Orient. Ce site réapprovisionne aussi les entrepôts satellites de la branche AGCO Parts situés en Suède, Finlande, Pologne, Royaume-Uni, Espagne, Italie, Allemagne, Turquie, Afrique du Sud, Chine, Brésil et États-Unis [réf. nécessaire].